# Belagerung von Kinsale
Clontibret – Carrickfergus – Yellow Ford – Curlew Pass – Cahir Castle – Moyry Pass – Kinsale – Dunboy
Die Belagerung von Kinsale (auch Schlacht von Kinsale, englisch Siege of Kinsale, irisch Cath Chionn tSáile) war die entscheidende Schlacht in Englands (letzten Endes) erfolgreichem Bestreben, das gälische Irland wieder unter Kontrolle zu bringen. Die Belagerung war Teil des Neunjährigen Kriegs – einer Rebellion von Aodh Mór Ó Néill, Aodh Rua Ó Dónaill und anderer irischer Clanführer gegen die englische Herrschaft in Irland und dauerte vom 2. Oktober 1601 bis zum 3. Januar 1602. Aufgrund der Beteiligung spanischer Truppen gilt diese Belagerung auch als Teil des Englisch-Spanischen Krieges (1585–1604) zwischen dem protestantischen England und dem katholischen Spanien.

## Hintergrund
Trotz des Untergangs der spanischen Armada im Jahr 1588 und dem Fehlschlagen weiterer spanischer Expeditionen im nördlichen Europa, war Philipp III. zuversichtlich, den englischen (und damit protestantischen) Einfluss in Europa zurückzudrängen. Daher bot er den irischen Rebellen Hilfe an, in der Hoffnung, dass weitere englische Armeen in Irland benötigt würden und dadurch der englische Einfluss in den Niederlanden, die, unterstützt von England, lange gegen die spanische Herrschaft rebellierten, und entlang der atlantischen Seerouten nachlassen würde.
Philipp entsandte Don Juan de Aguila und Don Diego Brochero zusammen mit 6.000 Soldaten und einer beachtlichen Menge an Waffen und Munition nach Irland, gemeinsam mit dem kontroversen Jesuiten James Archer. Doch das Schiff mit den meisten Veteranen und den Waffen konnte Irland nicht erreichen. Nur 3.400 Mann landeten am 2. Oktober 1601 in Kinsale, südlich von Cork – am entgegengesetzten Ende der irischen Insel von den irischen Rebellenfestungen in Ulster. Dieser geografische Faktor war entscheidend für den Ausgang der Belagerung.
Nachdem der Lord Deputy of Ireland, Charles Blount, 1. Earl of Devonshire (Lord Mountjoy), von der spanischen Landung erfahren hatte, zog er so viele Soldaten aus dem Gebiet rund um The Pale ab, wie möglich waren, um die Stadt Kinsale zu belagern. Zur gleichen Zeit machten sich, getrennt voneinander, O’Neill und O’Donnell mit insgesamt 5.000 Infanteristen und 700 Kavalleristen auf den beschwerlichen gut 480 km langen Weg. Ein gefährliches Unterfangen, blieb Ulster doch quasi schutzlos zurück, und es war schwierig, über diese große Entfernung die Truppen zu unterhalten.

## Die Belagerung
Lord Mountjoys Streitkräfte konnten Kinsale nicht komplett umzingeln, schafften es aber, einige nahegelegene Anhöhen zu erobern, von denen aus sie die spanischen Truppen regelmäßig dem Artilleriefeuer aussetzten. Die englische Kavallerie ritt durch die umgebenden Dörfer und vernichtete Vieh und Ernte; trotzdem warben auch die Engländer um Unterstützung bei der Bevölkerung.
Doch O’Neill und O’Donnell konnten ebenfalls erfolgreich die englischen Truppen von Nachschublieferungen abschneiden, und Anfang Dezember zeigte der Mangel an Lebensmitteln und das schlechte Wetter bei der belagernden englischen Armee erste Wirkung; viele Soldaten starben an Ruhr und Malaria.
Zwischenzeitlich erreichte eine kleine Gruppe Soldaten aus Spanien als Verstärkung die irischen Truppen, doch die Koordination zwischen irischen und spanischen Armeeeinheiten verlief nicht reibungslos. Am 24. Dezember 1601jul. / 3. Januar 1602greg. starteten irische und spanische Truppen ihren Hauptangriff. Sie teilten sich in drei Armeen auf, die von Richard Tyrell, Hugh O’Neill und O’Donnell angeführt wurden, um ihren Angriff in der Nacht zu starten. Doch wegen schlechter Abstimmung (und eventuell auch Unstimmigkeiten zwischen den Anführern), schafften sie es nicht, ihr Ziel bis zum Tagesanbruch zu erreichen. Mountjoys Späher erblickten sie frühzeitig, und so führte Mountjoy, der nur einige Regimenter zum Schutz des Camps zurückließ, seine Kräfte auf eine Anhöhe nordwestlich der Stadt, wo beide Truppen aufeinander trafen.
O’Neill kontrollierte bereits die Anhöhe und war bereit, diese zu verteidigen, da seine Verbündeten an mehreren Seiten bereitstanden. Doch als keine dieser Truppen sich in Bewegung setzte, ordnete er einen Rückzug in die umgebende Moorlandschaft an, in der Hoffnung, die englische Kavallerie in dieses sumpfige Gebiet zu locken. Letztlich wurden O’Neills Männer aufgrund der zahlenmäßigen Überlegenheit der englischen Truppen von der Kavallerie überrannt, die auch einen Flankenangriff von O’Donnells Truppen verhindern konnte. Der spanische Kommandant Aguila in der Stadt Kinsale hielt die Schlachtgeräusche für eine List der Engländer, seine Truppen aus der Stadt zu locken und griff nicht ein. Er machte dazu noch einen weiteren entscheidenden Fehler, als er die herannahenden englischen Truppen für die erwartete irische Unterstützung hielt. Er befahl seinen Männern, die Stadt der nahenden, wie er meinte, siegreichen irischen Armee zu überlassen und als er die Banner der Engländer erkannte, war es zu spät. Er floh schließlich zurück auf die spanischen Schiffe.
Nach kurzen Feuergefechten gelang es den englischen Truppen, die Stadt Kinsale einzunehmen, und man begann mit Friedensgesprächen mit Aguila. Diese Niederlage beendete die spanischen Bestrebungen in Irland und einen Großteil des irischen Widerstandes. Die verbleibenden irischen Truppen kehrten zurück nach Ulster, wo zwei Jahre später der Krieg beendet wurde.